# Pfalzpreis für Bildende Kunst
Der Pfalzpreis für Bildende Kunst ist ein Kunstpreis, der vom Bezirksverband Pfalz verliehen wird.
Der Pfalzpreis wird seit 1953 verliehen. Zunächst geschah dies jährlich, dann alle zwei Jahre, abwechselnd in den drei Sparten Malerei, Plastik sowie Graphik/Fotografie/Video/Neue Medien. Eine Fachjury wählt aus allen eingereichten Arbeiten die Preisträger und Teilnehmer der Ausstellung. Die Richtlinien für die Preisvergabe sehen vor, dass entweder ein sachlicher Zusammenhang aus der Arbeit zur Pfalz hervorgehen oder ein persönlicher Bezug des Bewerbers zur Pfalz bestehen soll. Der Preis ist mit 10.000 € dotiert. Der Preisträger wird dazu von der Pfalzgalerie Kaiserslautern in einer Einzelausstellung gewürdigt. Erstmals 2010 wurde jeweils zusätzlich ein Nachwuchspreis (für Teilnehmer bis 35 Jahre), der mit 2.500 Euro dotiert ist, in der gleichen Kunstsparte vergeben. Auf Vorschlag der jeweiligen Preisjurys können auch Lebenswerkpreise an herausragende Persönlichkeiten vergeben werden.

## Preisträger
- 1953 Karl Unverzagt (Graphik), Heinrich Steiner (Malerei)
- 1954 Otto Kallenbach (Plastik)
- 1955 Rudolf Scharpf (Graphik), Johann Georg Müller (Malerei)
- 1956 Werner Schreiner (Plastik)
- 1957 Karl Bohrmann (Graphik)
- 1958 Michael Croissant (Plastik)
- 1960 Eugen Roth (Malerei)
- 1961 Herbert Kämpfer (Graphik)
- 1962 Erich Koch (Plastik)
- 1963 Herma Lang-Körding (1927–2010) (Malerei)
- 1964 Klaus Eid (Graphik)
- 1965 Gernot Rumpf (Plastik)
- 1966 Hermann Theophil Juncker (Malerei)
- 1967 Karin Bruns und Helmut Göring (Graphik)
- 1968 Lothar Fischer (Plastik)
- 1969 Klaus Heinrich Keller (Malerei)
- 1970 Jürgen Schmidt (Graphik)
- 1972 Karl-Heinz Deutsch (Plastik)
- 1973 Horst Schwab (Malerei)
- 1974 Werner Korb (Graphik)
- 1975 Franz Bernhard und Maximilian Hutlett (Plastik)
- 1976 Bernd Kastenholz (Malerei)
- 1977 Werner Brand (Graphik)
- 1979 Monica Schmidt-Eberhard (Malerei)
- 1980 Gerhard Messemer und Edgar Winkelmann (Graphik)
- 1983 Bernd Benedix (Plastik)
- 1986 Andreas Ginkel (Plastik) und Gerhard Hofmann (Malerei)
- 1989 Christiane Maether (Malerei)
- 1992 Dieter Villinger (Malerei)
- 1995 Jochen Kitzbihler (Plastik)
- 1998 Robert Schwarz (Graphik)
- 2000 Jochen Dewerth (Malerei)
- 2002 Barbara Kunz (Plastik)
- 2004 Helen Jilavu und Anton Kokl (Graphik)
- 2006 Peter Rösel (Malerei)
- 2008 Felizitas Mentel (Plastik)
- 2010 Götz Diergarten (Graphik)
- 2012 Josef Rosalia Hein (Malerei)
- 2014 Christine Fischer (Plastik)
  - 2014 Franz Bernhard (Lebenswerkpreis)
- 2016 Sarah Mock (Graphik, Fotografie, Video, neue Medien)
  - 2016 Rudolf Scharpf (postum – Lebenswerkpreis)
- 2018 Heike Negenborn (Sparte Malerei)
- 2021 Fritzi Haußmann (Sparte Plastik)[3]